# مارغريت هيكي
مارغريت هيكي (بالإنجليزية: Marguerite Hickey)‏ هي ممثلة أمريكية، ولدت في 1963.

## وصلات خارجية
- مارغريت هيكي على موقع IMDb (الإنجليزية)